# Augusto Lauro
Augusto Lauro (ur. 29 listopada 1923 w Tarvisio, zm. 7 marca 2023 w Cosenza) – włoski duchowny rzymskokatolicki, w latach 1979-1999 biskup San Marco Argentano-Scalea.

## Życiorys
Święcenia kapłańskie przyjął 29 czerwca 1947. 8 września 1975 został mianowany biskupem pomocniczym Cosenzy ze stolicą tytularną Bigastro. Sakrę biskupią otrzymał 28 października 1975. 7 kwietnia 1979 objął rządy w diecezji San Marco Argentano-Scalea. 6 marca 1999 przeszedł na emeryturę.